# Saint-Prix (Schauspieler)

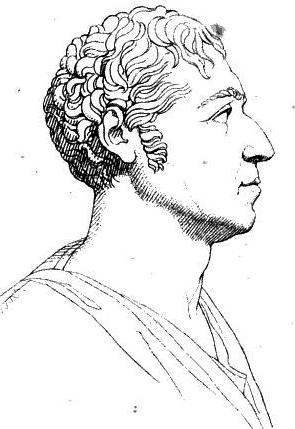
Jean-Amable Foucault, genannt Saint Prix

Jean-Amable Foucault, bekannt als Saint Prix (* 9. Juni 1758 in Paris; † 28. Oktober 1834 ebenda), war ein französischer Schauspieler.
Saint Prix’ Vater war Getreidehändler, der ihm ein Architekturstudium ermöglichte. Er spielte zuerst in Laientruppen, bis er das Studium aufgab, um sich ganz dem Theater hinzugeben. Sein erstes Engagement führte ihn nach Versailles, wo Mademoiselle Montansier im Schloss Theateraufführungen veranstaltete. Seine Darbietungen kamen, nicht zuletzt wegen seiner markanten Stimme, gut an und so konnte er bereits ein Jahr später, im Jahr 1782, an der Comédie-Française debütieren. Allerdings dauerte es noch zwei Jahre, bis er in die Société de la Comédie-Française aufgenommen wurde, was vom Ausscheiden Larives begünstigt wurde.
Während der Französischen Revolution war Saint Prix ein Soldat-Citoyen und er hatte in den Tuilerien den Auftrag, den Kontakt zwischen dem König Ludwig XVI. und seiner Frau Marie-Antoinette zu unterbinden. Trotzdem ereilte auch ihn dasselbe Schicksal wie alle seine Schauspielkollegen und er wurde 1793 in Haft genommen, wo er für elf Monate verblieb. Nach seiner Freilassung arbeitete er zunächst als Holzhändler, bekam aber schon 1795 ein Engagement am Théâtre Feydeau. Nach mehreren weiteren Engagements war auch Saint Prix bei der Neugründung der Comédie im Jahr 1799 Teil des Ensembles.
Auch wenn seine Spannkraft und Ausdrucksstärke im Laufe der Jahre nachließ, wurde er dennoch 1810 zum Lehrer am Pariser Konservatorium ernannt und blieb dies auch über seinen Bühnenabschied 1818 hinaus bis ins Jahr 1828.

## Trivia
Im Jahr seines Bühnenrückzugs heiratete er die Witwe des Chemikers und Senffabrikanten Antoine Maille.